# Paulo Leivas Macalão
Paulo Leivas Macalão (Santana do Livramento, 17 de setembro de 1903 – Rio de Janeiro, 26 de agosto de 1982) foi um compositor e pastor evangélico brasileiro. Macalão fundou o Ministério de Madureira, um importante ministério da Assembleia de Deus no Brasil, e foi o maior tradutor e adaptador de hinos da Harpa Cristã.

## Biografia
Nascido em Santana do Livramento, Macalão migrou cedo para a cidade do Rio de Janeiro com seu pai João Maria Macalão, Oficial do Exército Brasileiro, e seus irmãos Fernando e Maria. Quando criança chegou a morar na residência de seu tio materno, Elpenor Leivas, personagem eminente da sociedade carioca do início do século XX. Tornou-se evangélico aos 20 anos, no dia 5 de abril de 1924, após encontrar um folheto evangelístico que convidava a participar dos cultos da "Igreja do Orfanato", igreja que mantinha uma obra social com crianças, liderada pelo pastor inglês James Robert. Participou da fundação da Assembleia de Deus no Rio de Janeiro e estabeleceu amizade com o pastor e missionário sueco Gunnar Vingren, pioneiro da Assembleia de Deus no Brasil, sendo consagrado por Vingren e pelo também sueco Levi Pethrus ao cargo de pastor em 17 de agosto de 1930.

## Ministério Pastoral
Paulo Leivas Macalão construiu o primeiro templo da Assembleia de Deus no sudeste do Brasil, no bairro carioca de Bangu, inaugurando-o em 1º de janeiro de 1933. Transferiu a sede da igreja para Madureira, esta fundada no dia 15 de novembro de 1929, no que seria a origem do Ministério de Madureira, o segundo maior ramo das Assembleias de Deus no Brasil. Em seu ministério, Macalão foi marcado pelo ímpeto de erigir novos templos em todas as regiões da cidade do Rio de Janeiro, no interior do estado e noutros estados do país. Macalão participou também da transmissão do primeiro programa de rádio do evangelismo brasileiro, Voz das Assembleias de Deus, em 1955, e em 1º de maio de 1960 fundou o jornal O Semeador. Ele foi conselheiro da Sociedade Bíblica do Brasil e da Casa Publicadora das Assembleias de Deus.

## Compositor daHarpa Cristã
Ele notabilizou-se também por ser o tradutor do maior número de hinos da Harpa Cristã. Macalão adaptou muitos hinos da igreja nórdica trazidos aos brasileiros pelo pastor Samuel Nyström. Também traduziu vários hinos do italiano do hinário Salmi ed Inni Spirituali da Assembleia cristã em Chicago , que também era usado pela Assembleia de Deus na Italia, e adicionou-os na Harpa Cristã. Por essa razão, ele também é conhecido pelas iniciais que subscrevem seus hinos na Harpa, P.L.M. Apreciador e estudioso de música, Macalão era violinista, tendo participado da primeira banda de música da denominação, em 1925. Paulo Leivas Macalão casou-se com Zélia Brito Macalão, a 17 de janeiro de 1934, teve como filho único Paulo Brito Leivas Macalão, e faleceu a 26 de agosto de 1982. Dos 640 hinos da Harpa Cristã, ele adaptou e traduziu 246 hinos.